# Oncko van Swinderen van Rensuma
Onko van Swinderen van Rensuma (Groningen, 23 juli 1775 - Groningen, 12 november 1850) was een Nederlands politicus en voorzitter van de Tweede Kamer in 1839-1840. Hij stond bekend als regeringsgezinde conservatief.
Jhr. mr. van Swinderen van Rensuma, telg uit het geslacht Van Swinderen, was een Groningse edelman, wiens grootvader en vader bestuursfuncties bekleedden. Hij begon zijn loopbaan in de Franse tijd in Nederland als belastingambtenaar en werd vervolgens in 1818 Statenlid in Groningen. In 1832 werd hij gekozen tot lid van de Tweede Kamer. In de jaren 1839/1840 was hij voorzitter van de Tweede Kamer. Hij werd kort voor diens aftreden door koning Willem I tot Eerste Kamerlid benoemd en bleef dat tot het einde van 1849.
Uit zijn huwelijk met Quirina Jacoba Johanna Gerlacius (1775-1846) werden o.a. de volgende kinderen geboren:
- Gerard Regnier Gerlacius van Swinderen (1804-1879)
- Oncko Quirijn Jacob Johan van Swinderen (1812-1870)